# Оцикет
Оцикет је једна од новије признатих раса домаћих мачака, добре нарави, али изузетно дивљег изгледа.
Први представник ове расе рођен је 1964. године у леглу чувеног америчког одгајивача Вирџиније Дејли, која је укрстила абисинску мачку и линкс поинт сијамезером. А женка из овог легла упарена је са чоколадном сијамском мачком. Тако је рођено прво маче ове расе — Тонга.

## Опис расе
Ово је крупна мачка, која личи на дивљу, али има темперамент правог кућног љубимца. Просечна тежина је од 3.5 до 7.5 kg. Тело је помало издужено и чврсто. Глава је клинаста, нос са благим стопом, уши велике и смештене размакнуто. Очи су велике и бадемасте. Длака је кратка и приљубљена уз тело.

## Темперамент
Оцикет су веома интелигентне и пажљиве мачке, које се лако могу обучити да извршавају неке наредбе и воле то да показују.